# 아케이드 비디오 게임

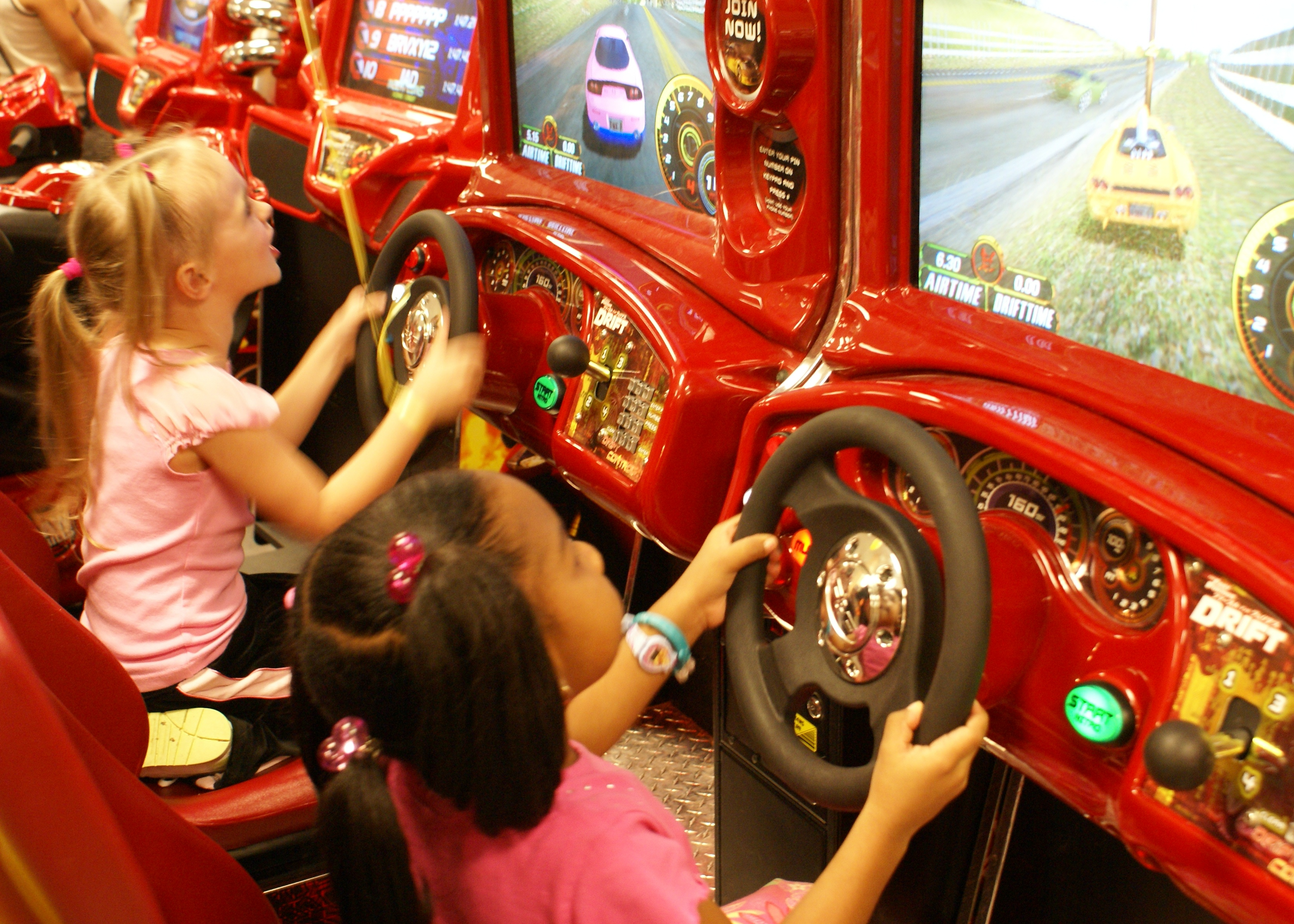
2007년 아케이드 경주 게임을 하는 두 어린이

아케이드 비디오 게임(arcade video game)은 아케이드 게임의 일종으로, 컨트롤러에서 플레이어 입력을 받아 전기 또는 컴퓨터 부품을 통해 처리하고, 전자 모니터나 유사한 디스플레이에 출력을 표시한다. 모든 아케이드 비디오 게임은 코인식이거나 다른 지불 방식을 허용하며, 아케이드 캐비닛에 설치되어 다른 종류의 아케이드 게임과 함께 전자오락실에 위치한다. 2000년대 초반까지 아케이드 비디오 게임은 비디오 게임 산업에서 가장 큰이자 기술적으로 가장 진보된 부문이었다.
1971년 초기의 원형격인 갤럭시 게임과 컴퓨터 스페이스는 아케이드 게임의 기본 작동 원리를 확립했으며, 1972년 아타리의 퐁 (비디오 게임)은 최초의 상업적으로 성공한 아케이드 비디오 게임으로 인정받는다. 컴퓨터 기술과 게임플레이 디자인의 발전은 아케이드 비디오 게임의 황금기로 이어졌는데, 정확한 날짜는 논쟁의 여지가 있지만 1970년대 후반부터 1980년대 초반까지를 이 시기로 본다. 이 황금기에는 스페이스 인베이더, 팩맨 (비디오 게임), 동키콩이 포함된다. 아케이드 산업은 1990년대 초반부터 2000년대 중반까지 스트리트 파이터 II: 더 월드 워리어, 모탈 컴뱃 (1992년 비디오 게임), 댄스 댄스 레볼루션 등을 포함하여 부흥기를 맞았지만, 소니그룹의 플레이스테이션과 마이크로소프트의 엑스박스와 같은 경쟁 가정용 비디오 게임기들이 그래픽 및 게임플레이 기능이 향상되고 비용이 감소함에 따라 궁극적으로 서방 세계에서는 쇠퇴했다. 그럼에도 불구하고, 한국, 중국, 일본은 현재까지도 강력한 아케이드 산업을 유지하고 있다.

## 역사

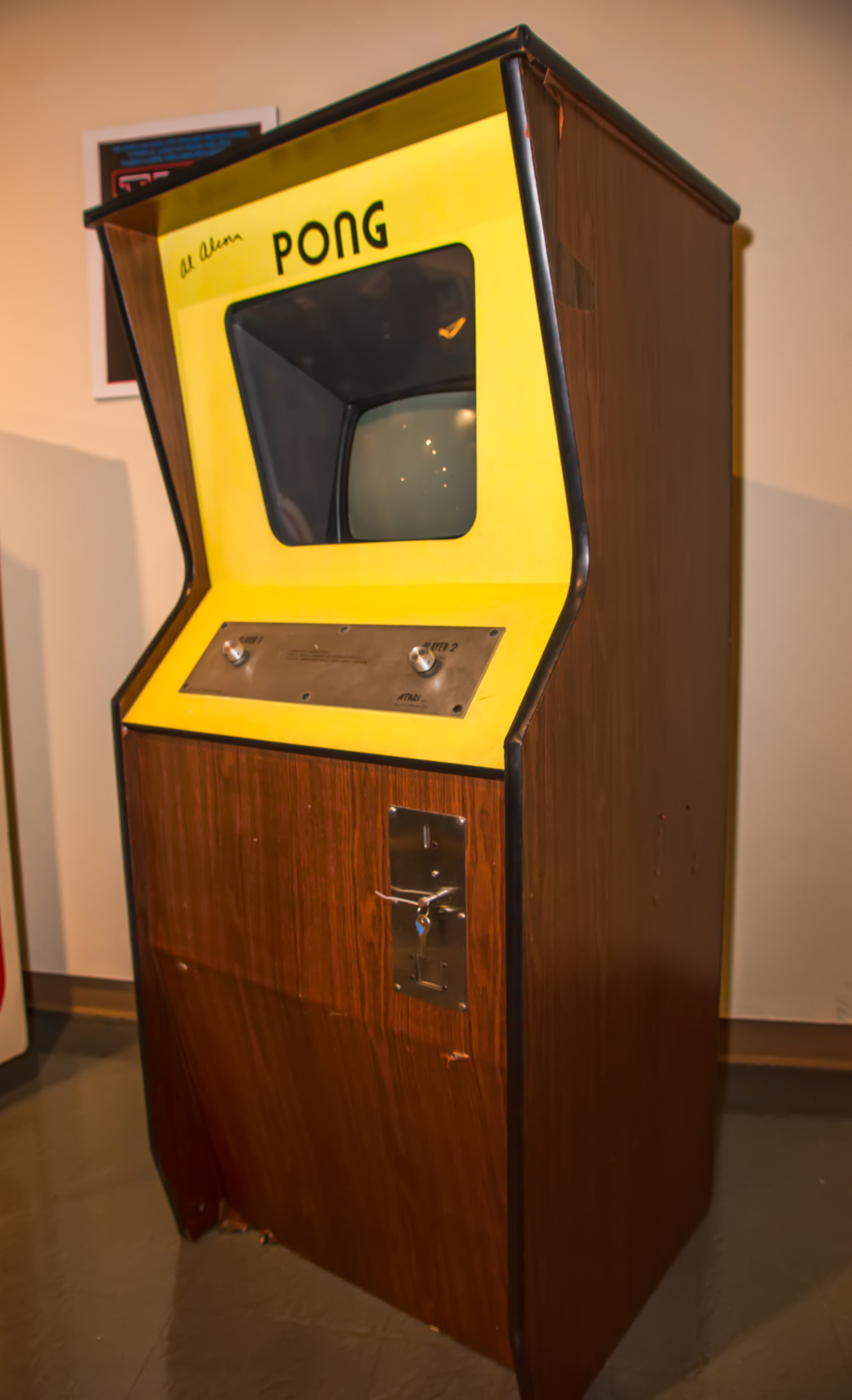
퐁 (비디오 게임)은 상업적으로 성공한 최초의 아케이드 비디오 게임이다.

기술 게임은 19세기부터 놀이공원 미드웨이 (박람회)의 인기 있는 어트랙션이었다. 전기 및 코인 작동 기계의 도입으로 이들은 사업의 가능성을 열었다. 1933년에 전기 조명과 디스플레이를 갖춘 핀볼 기계(하지만 1947년까지 발명되지 않은 사용자 제어 플리퍼는 없었다)가 도입되었을 때, 이 기계들은 확률 게임으로 간주되었다. 수많은 주와 도시들은 이들을 반항적인 젊은이들을 위한 부도덕한 놀이로 취급하여 1960년대와 1970년대까지 금지했다.
전기기계 게임 (EM 게임)은 20세기 중반 전자오락실에 등장했다. 세가의 EM 게임 페리스코프 (아케이드 게임)(1966) 이후, 아케이드 산업은 "시청각" EM 신기한 게임에 의해 주도된 "기술 르네상스"를 경험했으며, 1970년대 초 상업용 비디오 게임 도입을 위한 적합한 환경을 조성했다. 1960년대 후반, 대학생 놀런 부슈널은 아케이드에서 아르바이트를 하며 시카고 코인의 경주 게임 스피드웨이(1969)와 같은 EM 게임에 익숙해졌고, 고객들이 게임하는 것을 관찰하고 기계를 유지보수하면서 게임 사업을 배웠다.
초기 메인프레임 게임 스페이스워!(1962)는 놀런 부슈널과 테드 대브니가 제작하고 너팅 어소시에이츠가 출시한 최초의 상업용 아케이드 비디오 게임인 컴퓨터 스페이스(1971)에 영감을 주었다. 이 게임은 1971년 10월 AMOA (Amusement & Music Operators Association) 쇼에서 시연되었다. 또 다른 스페이스워!에서 영감을 받은 코인 작동 비디오 게임인 갤럭시 게임은 1971년 11월 스탠퍼드 대학교에서 시연되었다. 부슈널과 대브니는 컴퓨터 스페이스의 성공에 이어 앨런 알콘의 도움을 받아 탁구 게임인 퐁 (비디오 게임)을 1972년에 출시했다. 퐁은 상업적으로 성공하여 수많은 다른 코인 작동 제조업체들이 시장에 진입하게 했다.
비디오 게임 산업은 1975년 건 파이트를 시작으로 1970년대 중반에 개별 집적 회로에서 프로그래밍 가능한 마이크로프로세서로 전환되었다. 아케이드 산업은 1978년 타이토 (기업)의 스페이스 인베이더 출시와 함께 "황금기"에 접어들었는데, 이 게임은 득점판을 포함한 많은 새로운 게임플레이 기능을 도입했다. 1978년부터 1982년까지 남코, 아타리, 윌리엄스 일렉트로닉스, 스턴 일렉트로닉스, 닌텐도 등 여러 주요 아케이드 게임들이 블록버스터로 간주되었으며, 특히 남코의 팩맨 (비디오 게임)(1980)은 대중문화의 중심이 되었다. 북미와 일본 전역에 전용 비디오 게임 오락실이 등장했고, 많은 소규모 상점에도 아케이드 게임 캐비닛이 나타났다. 1981년까지 미국의 아케이드 비디오 게임 산업은 US$8 billion의 가치를 가졌다.
아케이드 게임의 인기는 1982년 이후 여러 요인으로 인해 급격히 감소했다. 오락실과 아케이드 게임의 시장 포화, 비디오 게임에 대한 도덕적 공황(수십 년 전 핀볼 기계에 대한 우려와 유사), 그리고 1983년 비디오 게임 시장의 붕괴로 인해 가정용 콘솔 시장이 아케이드에 영향을 미쳤다. 아케이드 시장은 소프트웨어 변환 키트, 인기 있는 진행형 격투 게임 (예: 스파르탄 X(1984) 및 열혈경파 쿠니오군(1986-1987))의 등장, 그리고 모션 시뮬레이터 게임 (예: 세가의 "타이칸" 게임으로 행온 (비디오 게임)(1985), 스페이스 해리어(1985), 아웃런(1986) 포함)의 도움으로 1986년까지 회복되었다. 그러나 패밀리컴퓨터와 같은 가정용 비디오 게임 시스템의 성장은 1980년대 후반에 또 다른 짧은 아케이드 감소로 이어졌다.
아케이드 게임은 기술과 게임플레이의 발전과 함께 계속 향상되었다. 1990년대 초반, 캡콤의 스트리트 파이터 II: 더 월드 워리어 출시로 대전 격투 게임의 현대적인 스타일이 확립되었고, 모탈 컴뱃 (1992년 비디오 게임), 아랑전설, 킬러 인스팅트, 버추어 파이터, 철권과 같은 유사한 게임들이 많이 출시되어 오락실에 새로운 르네상스를 가져왔다. 또 다른 요인은 사실감으로, 2D 및 의사 3차원 그래픽에서 "진정한" 실시간 3D 폴리곤 그래픽스로의 "3D 혁명"을 포함한다. 이는 주로 세가와 남코 간의 기술 군비 경쟁에 의해 주도되었다. 1990년대 초 세가의 버추어 레이싱 및 버추어 파이터 (비디오 게임)와 같은 게임들은 오락실에서 3D 폴리곤 기술을 대중화했다. 3D 그래픽은 1990년대 중반까지 콘솔 및 컴퓨터 게임에서 인기를 얻었지만, 세가 모델 3와 같은 아케이드 시스템은 1990년대 후반에도 가정용 시스템보다 훨씬 더 발전된 상태를 유지했다. 약 1996년까지 아케이드 비디오 게임은 전 세계 비디오 게임 산업에서 가장 큰 부문으로 남아 있었다. 아케이드 시장은 1990년대 후반에 쇠퇴하기 시작하여 1997-1998년경 처음으로 콘솔 시장에 추월당했다.
2000년대 이후, 아케이드 게임은 전 세계적으로 다른 길을 택했다. 미국에서는 아케이드가 가정용 콘솔 시장과 경쟁하면서 틈새 시장이 되었고, 다른 엔터테인먼트 옵션을 제공하거나 경품 교환을 추가하는 등 다른 비즈니스 모델을 채택했다. 아케이드가 계속 번성하는 일본에서는 댄스 댄스 레볼루션과 더 하우스 오브 더 데드와 같은 게임들이 플레이어들이 집에서 쉽게 경험할 수 없는 맞춤형 경험을 제공하는 것을 목표로 한다.

## 기술

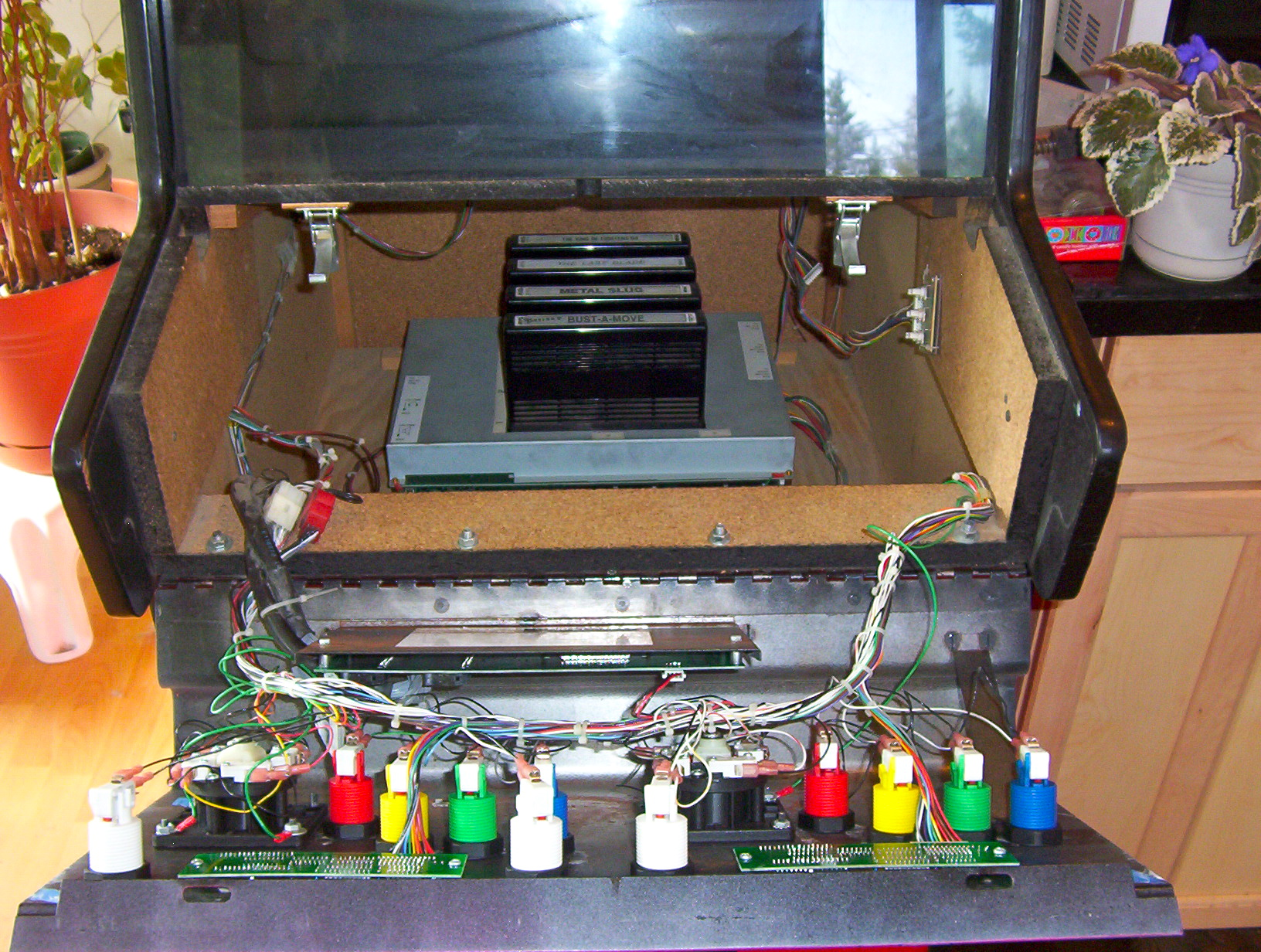
네오지오 MVS 아케이드 캐비닛 내부

거의 모든 현대 아케이드 게임(매우 전통적인 박람회 미드웨이 (박람회) 제외)은 전자공학, 집적 회로, 모니터 화면을 광범위하게 사용하며, 이 모든 것은 아케이드 캐비닛 내부에 설치된다.
소형 메인프레임 컴퓨터를 기반으로 구축된 갤럭시 게임과 컴퓨터 스페이스를 제외하고, 초기 아케이드 게임은 트랜지스터-트랜지스터 논리(TTL) 칩과 같은 여러 개별 논리 칩의 조합을 기반으로 한다. 아케이드 게임을 설계하는 것은 이러한 TTL 칩과 다른 전자 부품들을 조합하여 화면에 원하는 효과를 얻는 것에 더 가까웠다. 더 복잡한 게임플레이는 이러한 결과를 달성하기 위해 훨씬 더 많은 TTL 부품을 필요로 했다. 1970년대 중반까지는 최초의 저렴한 프로그래밍 가능한 마이크로프로세서가 시장에 출시되었다. 최초의 마이크로프로세서 기반 비디오 게임은 1975년 미드웨이의 건 파이트(타이토의 웨스턴 건을 변환한 것)이며, 스페이스 인베이더와 황금기의 도래와 함께 마이크로프로세서 기반 게임이 일반화되었다.:64 초기 아케이드 게임은 또한 브라운관(CRT) 디스플레이에 표시되는 래스터 그래픽스를 중심으로 설계되었다. 1970년대 후반과 1980년대 초반의 많은 게임들은 벡터 그래픽스를 렌더링하는 특수 디스플레이를 사용했지만, CRT의 디스플레이 기술이 향상되면서 1980년대 중반에는 이러한 방식이 쇠퇴했다. 컬러 CRT 또는 벡터 디스플레이가 사용되기 전에는 일부 아케이드 캐비닛에 각진 모니터 위치, 단방향 거울, 투명 오버레이를 조합하여 게임플레이 필드에 색상 및 기타 그래픽을 시뮬레이션했다.
1990년대부터 2000년대까지의 코인 작동 아케이드 비디오 게임은 일반적으로 다중 CPU, 고도로 전문화된 사운드 칩 및 그래픽 칩, 그리고 최신 고가의 컴퓨터 그래픽스 디스플레이 기술을 갖춘 맞춤형 하드웨어를 사용했다. 이는 동시대의 비디오 게임 콘솔이나 개인용 컴퓨터보다 더 복잡한 그래픽과 사운드를 가능하게 했다. 2000년대 이후의 많은 아케이드 게임은 수정된 비디오 게임 콘솔 하드웨어 (예: 세가 NAOMI 또는 Triforce) 또는 게임용 PC 부품 (예: 타이토 타입 X)에서 실행된다. 많은 아케이드 게임은 PC 게임 또는 콘솔 게임보다 더 몰입적이고 현실적인 게임 컨트롤을 제공한다. 여기에는 햅틱 피드백 컨트롤이 있는 완전히 밀폐된 동적 캐비닛, 전용 라이트 건, 후면 투사 디스플레이, 자동차 또는 비행기 조종석 재현, 오토바이 또는 말 모양 컨트롤러, 또는 댄스 패드 및 낚싯대와 같은 고도로 전문화된 컨트롤러와 같은 특수 분위기 또는 제어 액세서리가 포함된다. 이러한 액세서리들은 일반적으로 너무 부피가 크고 비싸며 전문화되어 일반적인 가정용 PC 및 콘솔에서는 사용하기 어렵다. 아케이드 제작자들은 가상 현실 기술을 실험한다. 아케이드들은 동전을 크레딧으로 사용하는 방식에서 가상 크레딧을 저장하는 스마트 카드를 사용하는 방식으로 발전했다.
현대 아케이드 캐비닛은 브라운관 대신 평면 패널 디스플레이를 사용한다. ALL.Net, NESiCAxLive, E-amusement, NESYS와 같은 인터넷 서비스는 캐비닛이 업데이트 또는 새로운 게임을 다운로드하고, 온라인 멀티플레이어 게임을 즐기고, 진행 상황을 저장하고, 콘텐츠를 잠금 해제하거나, 크레딧을 얻을 수 있도록 한다.

## 장르

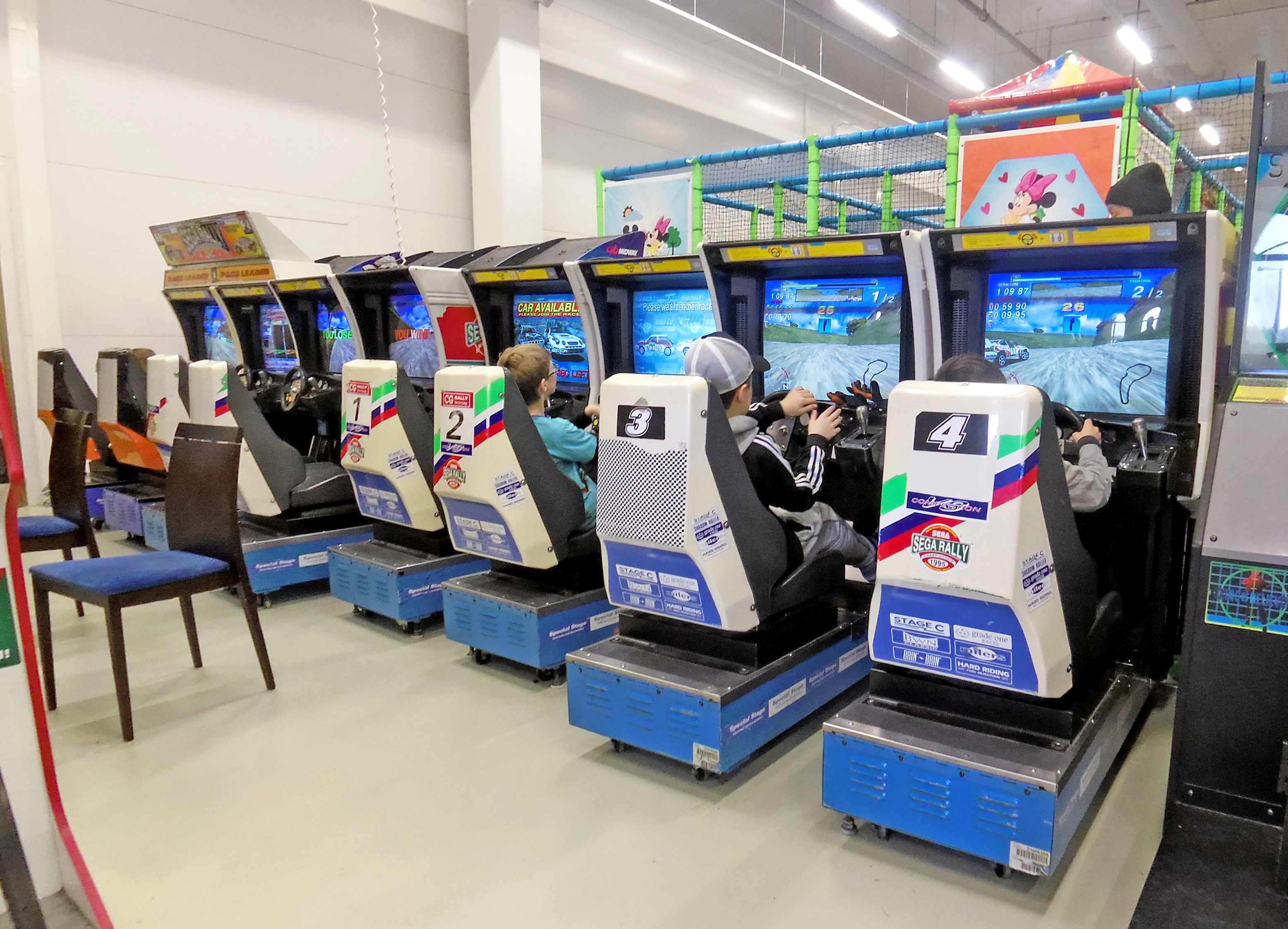
2017년 핀란드 알라부스 투우리의 벨리옉셋 케스키넨 백화점에서 세가 랠리 챔피언십 아케이드 레이싱 게임을 즐기는 모습

많은 아케이드 게임은 짧은 레벨, 간단하고 직관적인 조작 방식, 그리고 빠르게 증가하는 난이도를 특징으로 한다. 성공적인 아케이드 비디오 게임의 고전적인 공식은 "배우기 쉽고, 마스터하기 어려운 것"과 "다중 생명 (게이밍), 점진적으로 어려운 레벨" 패러다임이다. 이는 플레이어가 게임 내 아바타가 살아있는 동안 또는 토큰이 다 떨어질 때까지 게임을 본질적으로 임대하는 아케이드 환경 때문이다. 콘솔 또는 PC 게임도 이러한 특징을 공유하거나 아케이드 게임을 직접 이식한 경우 "아케이드 게임"으로 불릴 수 있다.
아케이드 경주 게임은 종종 정교한 모션 시뮬레이터 아케이드 캐비닛을 특징으로 하며, 더 사실적인 레이싱 시뮬레이션과 비교할 때 단순화된 물리 엔진과 짧은 학습 시간을 가진다. 차량은 브레이크나 언더스티어 없이 급격하게 회전할 수 있으며, 인공지능 라이벌은 때때로 고무줄 효과로 플레이어 근처에 항상 있도록 프로그래밍된다. 다른 유형의 아케이드 스타일 게임에는 음악 비디오 게임 (특히 리듬 게임), 그리고 직관적인 조작과 짧은 플레이 시간을 특징으로 하는 모바일 게임 및 캐주얼 게임이 포함된다.

### 액션
"아케이드 게임"이라는 용어는 광란적이고 중독성 있는 게임플레이로 아케이드 게임과 유사하게 플레이되도록 설계된 액션 게임을 지칭할 수 있다. 아케이드 액션 게임의 초점은 사용자 반사 신경에 있으며, 퍼즐 해결, 복잡한 사고 또는 전략 기술은 거의 사용되지 않는다. 여기에는 종종 아케이드 컨트롤러로 플레이되는 대전 격투 게임, 빠른 속도의 핵 앤드 슬래시 게임을 포함한 진행형 격투 게임, 그리고 직관적인 조작과 빠르게 증가하는 난이도를 특징으로 하는 라이트 건 슈팅 게임 및 "탄막 슈팅" 슈팅 게임이 포함된다.
많은 아케이드 컴뱃 비행 시뮬레이션 게임은 정교한 유압 모션 시뮬레이터 캐비닛을 가지고 있으며, 단순화된 물리 및 조작을 특징으로 한다. 아케이드 비행 게임은 액션 요소를 유지하기 위해 쉬운 학습 곡선을 가지도록 의도되었다. 크림슨 스카이즈: 하이 로드 투 리벤지, 에이스 컴뱃, 시크릿 웨폰 오버 노르망디와 같은 콘솔 비행 비디오 게임의 증가하는 수는 수동 위주의 비행 시뮬레이션 인기가 줄어들고 즉각적인 아케이드 비행 액션에 대한 선호도가 높아지고 있음을 나타낸다.
액션 게임의 현대적인 하위 장르인 "핵 앤드 슬래시" 또는 "캐릭터 액션 게임"은 전통적인 아케이드 액션 게임의 진화를 나타내며, 때로는 진행형 격투 게임의 하위 장르로 간주된다. 이 하위 장르는 데빌 메이 크라이 및 베요네타 프랜차이즈의 창시자인 가미야 히데키에 의해 주로 정의되었다.

## 산업
아케이드 게임은 레스토랑, 볼링장, 대학 캠퍼스, 비디오 대여점, 기숙사, 세탁소, 영화관, 슈퍼마켓, 쇼핑몰, 공항 및 기타 소매 환경에서 찾아볼 수 있다. 사람들에게 여유 시간이 있을 가능성이 높은 공공 장소에서 인기가 많다.
아케이드 게임의 가정용 플랫폼으로의 전환 인기로 인해 수익성이 확대되었다. 1997년 WMS 인더스트리스 (미드웨이 게임스의 모회사)는 아케이드 유닛이 5,000대 이상 팔리면 가정용 버전 유닛은 최소 10만대가 팔릴 것이라고 보고했다.
미국 어뮤즈먼트 머신 협회 (AAMA)는 1981년에 설립된 동업 조합으로, 120개의 아케이드 게임 유통업체 및 제조업체를 포함하는 미국의 코인 작동 오락 기계 산업을 대표한다. 일본 어뮤즈먼트머신 공업협회 (JAMMA)는 일본 아케이드 산업을 대표한다. 아케이드 기계는 JAMMA 또는 JVS와 같은 표준화된 커넥터 또는 인터페이스를 사용하여 아케이드 캐비닛의 게임 시스템 또는 보드를 신속하게 교체할 수 있다. 게임 보드 또는 아케이드 보드는 게임 카트리지나 디스크를 통해 게임을 교체할 수도 있다.

## 변환, 에뮬레이터 및 재창조
2000년대 이전에는 성공적인 비디오 게임이 종종 가정용 비디오 게임 콘솔이나 가정용 컴퓨터로 변환되었다. 예를 들어, 초기 아타리 VCS 게임 중 상당수는 아타리의 성공적인 아케이드 게임을 변환한 것이었다. 가정용 콘솔이나 컴퓨터 사업에 종사하지 않던 아케이드 게임 제조업체들은 게임을 콘솔 제조업체에 라이선스하는 것이 성공적인 비즈니스 모델이라는 것을 알게 되었고, 콘솔 제조업체 경쟁사들은 더 인기 있는 게임에 대한 권리를 얻기 위해 경쟁했다. 콜레코는 아타리를 제치고 닌텐도의 동키콩 변환 권리를 확보하여 이후 콜레코비전의 번들 게임으로 포함시켜 VCS에 도전한 것으로 유명하다.
아케이드 변환은 일반적으로 그래픽 제한이나 게임플레이 변경과 같이 가정용 콘솔의 낮은 컴퓨팅 성능과 기능을 고려해야 했다. 이러한 변환은 혼합된 결과를 가져왔다. 스페이스 인베이더의 아타리 VCS 변환은 VCS의 킬러 애플리케이션으로 간주되어 1980년 VCS 판매를 4배로 늘리는 데 기여했다. 대조적으로, 1982년 팩맨의 VCS 변환은 깜빡이는 유령이나 단순화된 게임플레이와 같은 VCS 제한으로 인한 기술적 결함으로 인해 비판을 받았다. 팩맨은 VCS에서 가장 많이 팔린 게임이었지만, 아타리 게임에 대한 소비자 신뢰를 약화시키고 1983년의 붕괴에 부분적으로 기여했다.
닌텐도, 세가, SNK와 같은 아케이드 게임 제조업체들이 가정용 콘솔 시장에 진입하고 아케이드와 유사한 기술을 가정용 콘솔에 사용하면서 아케이드 변환의 필요성은 줄어들기 시작했다. 가정용 출시를 위해 여전히 일부 양보가 이루어질 수 있었다. 특히, 슈퍼 패미컴의 모탈 컴뱃 (1992년 비디오 게임) 변환은 닌텐도의 품질 관리 기준을 충족하기 위해 아케이드 버전의 많은 잔인한 요소를 제거했다.
아케이드 비디오 게임의 정확한 사본은 MAME와 같은 에뮬레이터를 통해 최신 장치에서 실행될 수 있다. 에뮬레이터는 외부 소프트웨어를 최신 시스템으로 실시간으로 번역하는 응용 프로그램이다. 에뮬레이트된 게임은 1994년 매킨토시에서 윌리엄스 플로피 디스크와 함께, 1996년 플레이스테이션 (콘솔), 1997년 세가 새턴에서 Williams Arcade's Greatest Hits 및 Arcade's Greatest Hits: The Atari Collection 1과 같은 CD-ROM 컴필레이션으로, 그리고 플레이스테이션 2 및 닌텐도 게임큐브에서 Midway Arcade Treasures와 같은 DVD-ROM 컴필레이션으로 합법적으로 상업적으로 나타났다. 아케이드 게임은 2009년부터 Wii 버추얼 콘솔 서비스를 통해 다운로드 및 에뮬레이트되었다.
에뮬레이션을 사용하여 Arcade1Up과 같은 회사들은 LCD 모니터와 경량 구조와 같은 현대 기술을 사용하여 아케이드 캐비닛의 실제 크기 또는 축소된 크기 재현품을 생산했다. 이러한 캐비닛은 일반적으로 원래 아케이드 게임 캐비닛과 유사하게 설계되었지만, 여러 관련 게임을 지원할 수도 있다. 이러한 캐비닛은 테이블 설치형 및 벽 설치형과 같이 다양하고 소형화된 스타일로 제공될 수 있다.

## 최고 수익 게임
아케이드 게임의 성공은 일반적으로 운영자에게 판매된 아케이드 하드웨어 유닛 수 또는 창출된 수익으로 판단한다. 수익에는 기계에 투입된 동전(예: 쿼터, 달러 또는 100엔 동전)으로 인한 코인 드롭 수익 및 각 유닛당 수천 달러에 달하는 하드웨어 판매 수익이 포함될 수 있다. 아래에 나열된 대부분의 수익 수치는 불완전한데, 이는 히트 아케이드 게임의 총 수익 대부분을 차지하는 코인 드롭 수익에 대한 사용 가능한 데이터가 부족하여 하드웨어 판매 수익만 포함하기 때문이다. 이 목록에는 10,000개 이상의 하드웨어 유닛을 판매했거나 1,000만 US$ 이상의 수익을 창출한 아케이드 게임만 포함된다. 나열된 대부분의 게임은 아케이드 비디오 게임의 황금기(1978년–1984년)와 1990년대 사이에 출시되었다.
| 게임                                       | 출시 연도          | 판매된 하드웨어 유닛                 | 예상 총수익 (인플레이션 미반영 US$)               | 예상 총수익 (2022 인플레이션 반영 US$) |
| ------------------------------------------ | ------------------ | ------------------------------------ | ------------------------------------------------- | -------------------------------------- |
| 팩맨                                       | 1980년 비디오 게임 | 400,000 (1982년까지)                 | $6 billion (1982년까지)                           | $16.1 billion                          |
| 스페이스 인베이더                          | 1978년 비디오 게임 | 750,000 (1979년까지)                 | $3.8 billion (1982년까지)                         | $151억                                 |
| 스트리트 파이터 II: 더 월드 워리어         | 1991년 비디오 게임 | 221,000+ (1995년까지)                | $5.31 billion+ (1999년까지)                       | $101억                                 |
| 더 킹 오브 파이터즈 '97                    | 1997년 비디오 게임 | 150,000 (1998년까지)                 |                                                   |                                        |
| 동키콩                                     | 1981년 비디오 게임 | 132,000 (1982년까지)                 | $280 million (1982년까지) (미국 하드웨어 판매)    | $8억 (미국 하드웨어 판매)              |
| 미스 팩맨                                  | 1982년 비디오 게임 | 125,000 (1988년까지)                 | $1.5 billion (1995년까지)                         | $3 billion                             |
| 아스테로이즈                               | 1979년 비디오 게임 | 100,000 (2001년까지)                 | $800 million (1991년까지)                         | $22.8억                                |
| 디펜더                                     | 1981               | 70,000 (2020년까지)                  | $1.5 billion (2020년까지)                         | $21.6억                                |
| 프린트 클럽 (푸리쿠라)                     | 1995년 비디오 게임 | 45,000 (1997년까지)                  | $1 billion (1997년까지)                           | $17억                                  |
| 센티피드                                   | 1981               | 55,988 (1991년까지)                  | $115.65 million (1991년까지 하드웨어 판매)        | $2.2억 (하드웨어 판매)                 |
| 갤럭시안                                   | 1979               | 50,000 (1982년까지 미국에서)         |                                                   |                                        |
| 버추어 파이터                              | 1993년 비디오 게임 | 40,000+ (1996년까지)                 |                                                   |                                        |
| 버추어 파이터 2                            | 1994년 비디오 게임 | 40,000+ (1996년까지)                 |                                                   |                                        |
| 철권 2                                     | 1995               | 40,000 (1996년까지)                  |                                                   |                                        |
| 스타호스2                                  | 2005               | 38,614 (2009년까지)                  | $59.321 million (2011년까지) (Fifth Expansion)    | $7861만 (Fifth Expansion)              |
| 하이퍼 올림픽 (트랙 앤 필드)               | 1983               | 38,000 (1983년 일본에서)             |                                                   |                                        |
| 철권 3                                     | 1997년 비디오 게임 | 35,000 (1997년)                      |                                                   |                                        |
| 동키콩 Jr.                                 | 1982               | 30,000 (1982년 미국에서)             |                                                   |                                        |
| 미스터 도!                                 | 1982               | 30,000 (1982년 미국에서)             |                                                   |                                        |
| 가라데 챔프                                | 1984년 비디오 게임 | 30,000 (1985년까지 미국에서)         |                                                   |                                        |
| 아웃런                                     | 1986년 비디오 게임 | 30,000 (1994년까지)                  | $100 million+ (캐비닛 판매)                       | $240 million (캐비닛 판매)             |
| 파이널 파이트                              | 1989               | 30,000 (1991년까지)                  |                                                   |                                        |
| 버추어 파이터 3                            | 1996               | 30,000 (1997년까지)                  |                                                   |                                        |
| NBA 잼                                     | 1993               | 20,000 (2013년까지)                  | $2 billion (2013년까지)                           | $2.9 billion                           |
| 월드 클럽 챔피언 풋볼                      | 2002년 비디오 게임 | 2,479 (2009년까지)                   | $706.014 million (2012년까지)                     | $10.2억                                |
| 모탈 컴뱃 II                               | 1993               | 27,000 (2002년까지)                  | $600 million (2002년까지)                         | $9.32억                                |
| 프로거                                     | 1981               |                                      | $135 million+(미국 하드웨어 판매)                 | $3.84억 (미국 하드웨어 판매)           |
| 템페스트                                   | 1981               | 29,000 (1983년까지)                  | $62.408 million (1991년까지 하드웨어 판매)        | $1.19억 (하드웨어 판매)                |
| 큐버트                                     | 1982               | 25,000 (2001년까지)                  |                                                   |                                        |
| 틴에이지 뮤턴트 닌자 터틀스                | 1989               | 25,000 (1990년 5월까지 미국 및 유럽) |                                                   |                                        |
| 비트매니아                                 | 1997년 비디오 게임 | 25,000 (2000년까지)                  | $12.4 million (1998년까지) (일본 하드웨어 판매)   | $1999만 (일본 하드웨어 판매)           |
| 모탈 컴뱃                                  | 1992년 비디오 게임 | 24,000 (2002년까지)                  | $570 million (2002년까지)                         | $8.2억                                 |
| 다크스토커즈: 더 나이트 워리어즈           | 1994               | 24,000                               |                                                   |                                        |
| 로보트론: 2084                             | 1982               | 23,000 (1983년까지)                  |                                                   |                                        |
| 폴 포지션                                  | 1982               | 21,000 (1983년까지 미국에서)         | $60.933 million (1983년까지) (미국 하드웨어 판매) | $1.63억 (미국 하드웨어 판매)           |
| 디그 더그                                  | 1982               | 22,228 (1983년까지 미국에서)         | $46.3 million (1983년까지) (미국 하드웨어 판매)   | $1.24억 (미국 하드웨어 판매)           |
| 뽀빠이                                     | 1982               | 20,000 (1982년까지 미국에서)         |                                                   |                                        |
| Vs. 슈퍼 마리오브라더스                    | 1986               | 20,000 (1986)                        |                                                   |                                        |
| 펌프 잇 업                                 | 1999년 비디오 게임 | 20,000 (2005년까지)                  |                                                   |                                        |
| 철권 태그 토너먼트                         | 1999               | 19,000 (2000년까지)                  |                                                   |                                        |
| 정글 헌트                                  | 1982               | 18,000 (1983년까지 미국에서)         |                                                   |                                        |
| 라이덴                                     | 1990               | 17,000                               |                                                   |                                        |
| 킬러 인스팅트                              | 1994               | 17,000                               | $125 million+                                     | $218 million+                          |
| 포켓몬 메자스타                            | 2020               |                                      | $193 million+ (2021년까지)                        | $193 million+                          |
| 드래곤스 레어                              | 1983년 비디오 게임 | 16,000 (1983년까지)                  | $68.8 million (1983년까지 하드웨어 판매)          | $1.79억 (하드웨어 판매)                |
| 아스테로이즈 디럭스                        | 1981               | 22,399 (1999년까지)                  | $46.1 million (1999년까지 하드웨어 판매)          | $7162만 (하드웨어 판매)                |
| 미사일 커맨드                              | 1980               | 19,999 (2010년까지)                  | $36.8 million (1991년까지 하드웨어 판매)          | $6992만 (하드웨어 판매)                |
| 버저크                                     | 1980               | 15,780 (1981년까지)                  |                                                   |                                        |
| 스크램블                                   | 1981               | 15,136 (1981년까지)                  |                                                   |                                        |
| 챔피언 베이스볼                            | 1983               | 15,000 (1983년 6월까지 일본에서)     |                                                   |                                        |
| 무시킹: 곤충의 왕                          | 2003년 비디오 게임 | 13,500 (2005년까지)                  | $530 million (2007년까지)                         | $7.46억                                |
| 배틀존                                     | 1980               | 15,122 (1999년까지)                  | $31.2 million (1999년까지 하드웨어 판매)          | $4847만 (하드웨어 판매)                |
| 스타게이트                                 | 1981               | 15,000 (1983년까지)                  |                                                   |                                        |
| 스페이스 듀얼                              | 1982               | 12,038 (1991년까지)                  |                                                   |                                        |
| 마작 파이트 클럽 3                         | 2004년 비디오 게임 | 13,000 (2004년까지)                  |                                                   |                                        |
| 슈퍼 코브라                                | 1981               | 12,337 (1981년까지)                  |                                                   |                                        |
| 캡콤 볼링                                  | 1988               | 12,000 (1991년까지)                  |                                                   |                                        |
| 세가 랠리 챔피언십                         | 1994               | 12,000                               |                                                   |                                        |
| 오샤레 마조: 러브 앤 베리                  | 2004               | 10,300 (2006년까지)                  | $302.68 million (2007년까지)                      | $4.15억                                |
| 더블 드래곤                                | 1987               | 10,000+ (1988년 미국에서)            |                                                   |                                        |
| 스트리트 파이터                            | 1987               | 10,000+ (1991년까지)                 |                                                   |                                        |
| 댄스 댄스 레볼루션                         | 1998년 비디오 게임 | 10,000+ (1999년까지)                 |                                                   |                                        |
| 휠스 / 휠스 II (스피드 레이스)             | 1974년 비디오 게임 | 10,000 (1975년 미국에서)             |                                                   |                                        |
| 기 비                                      | 1978               | 10,000                               |                                                   |                                        |
| 빅 벅 헌터 프로                            | 2006               | 10,000 (2009년까지)                  |                                                   |                                        |
| 월드 클럽 챔피언 풋볼: 인터컨티넨탈 클럽스 | 2008년 비디오 게임 | 1,689 (2009년까지)                   | $150.1 million (2012년까지)                       | $1.8억                                 |
| 포켓몬 배토리오                            | 2007               |                                      | $125 million+ (2012년까지)                        | $1.56억+                               |
| 스타호스3 시즌 I: 새로운 전설의 시작       | 2011               |                                      | $132.18 million (2012년까지)                      | $1.52억                                |
| 포켓몬 트레타                              | 2012               |                                      | $125 million+ (2014년까지)                        | $1.41억+                               |
| 보더 브레이크                              | 2009               | 2,998 (2009년까지)                   | $107 million (2012년까지)                         | $1.29억                                |
| 트론                                       | 1982               | 800 (1982년까지 미국에서)            | $45 million (1983년까지)                          | $102 million                           |
| 센고쿠 타이센                              | 2010               |                                      | $94.04 million (2012년까지)                       | $1.12억                                |
| 포켓몬 가오레                              | 2016               |                                      | $92 million+ (2018년까지)                         | $9941만+                               |
| 드래곤 퀘스트: 몬스터 배틀 로드            | 2007               |                                      | $78.2 million (2008년까지)                        | $9760만                                |
| 삼바 데 아미고                             | 1999               | 3,000 (2000년까지)                   | $47.11 million (2000년까지)                       | $7319만                                |
| 삼국지 대전 3                              | 2007               |                                      | $54.4 million (2011년까지)                        | $6790만                                |
| 퐁                                         | 1972               | 8,500–19,000                         | $11 million (1973년까지)                          | $6413만                                |
| 로드 오브 버밀리온                         | 2008               |                                      | $50.443 million (2008년까지)                      | $6063만                                |
| 세가 네트워크 마작 MJ4                     | 2008               | 12,892 (2009년까지)                  | $47 million (2010년까지)                          | $5649만                                |
| 캥거루                                     | 1982               | 9,803 (1983년까지)                   | $20.58 million (1983년까지) (미국 하드웨어 판매)  | $5519만 (미국 하드웨어 판매)           |
| 하드 드라이빙                              | 1989               | 3,318 (1989년까지)                   | $22.9 million (1989년까지)                        | $4781만                                |
| 건틀릿                                     | 1985               | 7,848 (1985년까지)                   | $18.01 million (1985년까지)                       | $4334만                                |
| 세가 네트워크 마작 MJ5                     | 2011               |                                      | $34.87 million (2012년까지)                       | $4012만                                |
| 밀리피드                                   | 1982               | 9,990 (1991년까지)                   | $20.669 million (1991년까지)                      | $3927만                                |
| 레이스 드라이빙                            | 1990               | 3,525 (1991년까지)                   | $20.03 million (1991년까지)                       | $3806만                                |
| 브레이크아웃                               | 1976               | 15,000 (1981년까지)                  | $12.045 million (1981년까지 하드웨어 판매)        | $3429만                                |
| 타임 트래블러                              | 1991               |                                      | $18 million (1991년까지)                          | $3420만                                |
| 스페이스 에이스                            | 1984               |                                      | $13 million (1984년까지)                          | $3238만                                |
| 제비우스                                   | 1982               | 5,295 (1983년까지 미국에서)          | $11.1 million (1983년까지) (미국 하드웨어 판매)   | $2977만 (미국 하드웨어 판매)           |
| 아타리 풋볼                                | 1978               | 11,306 (1999년까지)                  | $17.266 million (1999년까지)                      | $2682만                                |
| 파이널 랩                                  | 1987               | 1,150 (1988년까지 미국에서)          | $9.5 million (1988년까지) (미국 하드웨어 판매)    | $2164만 (미국 하드웨어 판매)           |
| 페이퍼보이                                 | 1984               | 3,442 (1991년까지)                   | $8.6 million (1991년까지)                         | $1634만                                |
| 스타워즈                                   | 1983               | 12,695 (1991년까지)                  | $7.595 million (1991년까지)                       | $1443만                                |
| 스프린트 2                                 | 1976               | 8,200 (1999년까지)                   | $12.669 million (1999년까지)                      | $1968만                                |
| 챔피언십 스프린트                          | 1986               | 3,595 (1991년까지)                   | $8.26 million (1991년까지)                        | $1569만                                |
| 폴 포지션 II                               | 1983               | 2,400 (1983년까지 미국에서)          | $7.43 million (1983년까지) (미국 하드웨어 판매)   | $1931만 (미국 하드웨어 판매)           |
| 시 울프                                    | 1976               | 10,000 (2000년까지)                  |                                                   |                                        |
| 루나 랜더                                  | 1979               | 4,830 (1999년까지)                   | $8.19 million (1999년까지)                        | $1272만                                |
| 슈퍼 스프린트                              | 1986               | 2,232 (1999년까지)                   | $7.8 million (1999년까지)                         | $1212만                                |
| 마블 매드니스                              | 1984               | 4,000 (1985년까지)                   | $6.3 million (1991년까지)                         | $1197만                                |
| 롤링 썬더                                  | 1986               | 2,406 (1987년까지 미국에서)          | $4.8 million (1987년까지) (미국 하드웨어 판매)    | $1133만 (미국 하드웨어 판매)           |
| 아라비안                                   | 1983               | 1,950 (1983년까지 미국에서)          | $3.9 million (1983년까지) (미국 하드웨어 판매)    | $1013만 (미국 하드웨어 판매)           |

### 프랜차이즈
이것들은 동일한 프랜차이즈에 속하는 둘 이상의 아케이드 게임의 총 하드웨어 판매량이다. 이 목록에는 최소 5,000대 이상의 하드웨어 유닛을 판매했거나 최소 1천만 달러 이상의 수익을 올린 프랜차이즈만 포함된다.
| 프랜차이즈                      | 최초 출시 연도 | 총 하드웨어 판매 유닛        | 예상 총수익 (인플레이션 미반영 US$)                        | 예상 총수익 (2022 인플레이션 반영 US$)  |
| ------------------------------- | -------------- | ---------------------------- | ---------------------------------------------------------- | --------------------------------------- |
| 팩맨                            | 1980           | 526,412 (1988년까지)         | $6 billion (1982년까지)                                    | $16 billion                             |
| 스페이스 인베이더               | 1978           | 750,000 (1980년까지)         | $3.8 billion (1982년까지)                                  | $151억                                  |
| 스트리트 파이터                 | 1987           | 500,000 (2002년까지)         | $5.31 billion+ (1999년까지)                                | $101억                                  |
| 팩맨 클론                       | 1980           | 300,000 (2002년까지)         |                                                            |                                         |
| 스트리트 파이터 클론            | 1987           | 200,000+                     |                                                            |                                         |
| 마리오                          | 1981           | 190,800 (1983년까지)         | $280 million (1982년까지) (미국 하드웨어 판매)             | $7.97억 (미국 하드웨어 판매)            |
| 동키콩                          | 1981           | 167,000 (1983년까지)         | $280 million (1982년까지) (미국 하드웨어 판매)             | $7.97억 (미국 하드웨어 판매)            |
| 아스테로이즈                    | 1979           | 136,437 (1999년까지)         | $850.79 million (1999년까지)                               | $13.2억                                 |
| 버추어 파이터                   | 1993           | 110,000+                     |                                                            |                                         |
| 골든 티 골프                    | 1989           | 100,000 (2011년까지)         |                                                            |                                         |
| 데이터 카드다스                 | 2005           | 100,000 (2012년까지)         |                                                            |                                         |
| 철권                            | 1994           | 94,000+                      |                                                            |                                         |
| 디펜더                          | 1981           | 85,000 (2020년까지)          | $1.5 billion (2020년까지)                                  | $21.6억                                 |
| 센티피드                        | 1981           | 65,978 (1991년까지)          | $136.3 million (1991년까지)                                | $2.59억                                 |
| 모탈 컴뱃                       | 1992           | 51,000 (2002년까지)          | $1.17 billion (200)                                        | $16.8억                                 |
| 갤럭시안                        | 1979           | 50,986 (1988년까지 미국에서) |                                                            |                                         |
| 포켓몬 아케이드 게임            | 2007           |                              | $536 million+ (2021년까지)                                 | $6.69억+                                |
| 스타호스                        | 2000           | 38,734 (2009년까지)          | $191.501 million (2012년까지)                              | $2.88억                                 |
| 비마니                          | 1997           | 35,000+ (2000년까지)         | $12.4 million (1998년까지) (비트매니아 일본 하드웨어 판매) | $1999만 (비트매니아 일본 하드웨어 판매) |
| 빅 벅                           | 2000           | 33,500 (2010년까지)          |                                                            |                                         |
| 미스터 도!                      | 1982           | 30,000 (1982년까지 미국에서) |                                                            |                                         |
| 드래곤 퀘스트: 몬스터 배틀 로드 | 2007           |                              | $78.2 million (2008년까지)                                 | $9760만                                 |
| 로드 오브 버밀리온              | 2008           |                              | $50.443 million (2008년까지)                               | $6063만                                 |
| 스크램블                        | 1981           | 27,473 (1981년까지)          |                                                            |                                         |
| 세가 네트워크 마작              | 2000           | 25,986 (2006년까지)          | $81.87 million (2012년까지)                                | $1.23억                                 |
| 다크스토커즈                    | 1994           | 27,000+                      |                                                            |                                         |
| 폴 포지션                       | 1982           | 24,550 (1983년까지 미국에서) | $77.9 million (1988년까지) (미국 하드웨어 판매)            | $2.09억 (미국 하드웨어 판매)            |
| 디그 더그                       | 1982           | 22,228 (1983년까지 미국에서) | $46.3 million (1983년까지) (미국 하드웨어 판매)            | $1.24억 (미국 하드웨어 판매)            |
| 펌프 잇 업                      | 1999           | 20,000 (2005년까지)          |                                                            |                                         |
| 브레이크아웃                    | 1976           | 15,805 (1999년까지)          | $17.745 million (1999년까지)                               | $2757만                                 |
| 스타워즈                        | 1983           | 14,039 (1991년까지)          | $9.275 million (1983년까지)                                | $1762만                                 |
| 스프린트                        | 1976           | 14,027 (1999년까지)          | $28.729 million (1999년까지)                               | $4463만                                 |
| 무시킹                          | 2003           | 13,500 (2005년까지)          | $530 million (2007년까지)                                  | $7.46억                                 |
| 시 울프                         | 1976           | 14,000 (2000년까지)          |                                                            |                                         |
| 마작 파이트 클럽                | 2002           | 13,000 (2004년까지)          |                                                            |                                         |
| 건틀릿                          | 1985           | 11,368 (1991년까지)          | $20.41 million (1991년까지)                                | $3878만                                 |
| 러브 앤 베리                    | 2004           | 10,300 (2006년까지)          | $302.68 million (2007년까지)                               | $4.15억                                 |
| 삼국지 대전                     | 2005           | 9,929 (2008년까지)           | $148.44 million (2012년까지)                               | $1.97억                                 |
| 퐁                              | 1972           | 8500–19,000                  | $11 million (1973년까지)                                   | $6413만                                 |
| 하드 드라이빙                   | 1989           | 6,843 (1991년까지)           | $42.93 million (1991년까지)                                | $75.48 million                          |
| 삼바 데 아미고                  | 1999           | 3,000 (2000년까지)           | $47.11 million (2000년까지)                                | $7319만                                 |
| 보더 브레이크                   | 2009           | 2,998 (2009년까지)           | $107 million (2012년까지)                                  | $1.29억                                 |
| 월드 클럽 챔피언 풋볼           | 2012           | 2,479 (2015년까지)           | $706.014 million (2012년까지)                              | $10.2억                                 |

## 같이 보기
- 인형뽑기
- 일본 어뮤즈먼트머신 공업협회
- 아케이드 비디오 게임 목록
- 네오지오 (시스템)